# Christian Wulff
Christian Wilhelm Walter Wulff, més conegut com a Christian Wulff (Osnabrück, Baixa Saxònia, Alemanya 1959) és un polític conservador i advocat alemany. Va ser president d'Alemanya des del 30 de juny de 2010, quan fou elegit per majoria a la Bundesversammlung (Assemblea Federal). El 17 de febrer de 2012 va dimitir del seu càrrec de president, quan el fiscal de la Baixa Saxònia va demanar de suspendre la seva immunitat al marc d'un escàndol de corrupció. Ocupà el càrrec de ministre-president de la Baixa Saxònia entre 2003 i 2010, i també la presidència de la CDU en aquest estat federat.

## Biografia
Wulff va néixer el 19 de juny de 1959 a la ciutat d'Osnabrück, al l'estat de la Baixa Saxònia en el si d'una família catòlica. Quan era petit el seu pare abandonà la família, i creixé tan sols amb la seva mare. Més tard, quan ja era adolescent, va haver de fer-se cura de la seva germana petita, ja que la seva mare havia desenvolupat esclerosi múltiple.
Es graduà al Ernst Moritz Arndt Gymnasium d'Osnabrück, després ingressà a la universitat d'aquesta mateixa ciutat a estudiar dret amb una especialitzatció que incloïa econòmiques. Finalment, el 1987 i el 1990 passà els exàmens que li permetien exercir d'advocat.
El 1975 ingressà a la Unió Demòcrata Cristiana d'Alemanya (CDU). El primer càrrec que ocupà fou entre 1978 i 1980 quan fou cap de la Schülerunion (una organització política juvenil lligada amb la CDU). De 1979 a 1983 fou membre de l'executiva federal de la Junge Union (les joventuts de la CDU), on finalment fou en elegit president regional de la Baixa Saxònia el 1983, però poc temps després presentà la dimissió per dedicar-se plenament als estudis de dret.
El 1984 fou elegit membre de l'executiva federal de la CDU a la Baixa Saxònia, més tard, el 1986, fou elegit regidor a l'ajuntament d'Osnabrück. El 1994 fou elegit president de la CDU a la Baixa Saxònia, càrrec que ocupà fins al 2010.
El 13 de març de 1994 es presentà com a candidat a ministre-president, però el seu partit obtingué tan sols el 36,7% i 67 diputats del total de 161 que formaven el parlament regional. Aquest resultat es va veure degut a l'enorme popularitat del ministre-president sortint Gerhard Schröder (SPD), i a més a més alguns analistes polítics l'acusaren d'ésser massa jove (en aquells moments tenia 34 anys) i d'actuar amb nepotisme.
Després de quatre anys a l'oposció va decidir tornar a concórrer a les eleccions regionals de l'1 de març de 1998, aquest cop, però va gaudir del profund suport pel Canceller Helmut Kohl i de la cúpula federal del partit. Tot i això el fet de tornar-se a presentar contra el popular Schröder li va tornar a passar factura, ja que fins i tot va recular, obtenint un 35,9% dels vots i 62 diputats d'un total de 157. Un cop més fou relegat a l'oposició.
Schröder guanyà les eleccions federals de 1998, i per això deixà el càrrec de ministre-president de la Baixa Saxònia a el fins aleshores Ministre de l'Interior del mateix estat, Gerhard Glogowski. Glogowski dimití el 15 de desembre de 1999 perquè va estar esquitxat en un escàndol en que l'empresa privada Preussag AG li pagava els viatges. El seu successor fou Sigmar Gabriel. Aquest escàndol donà aire a la CDU de Wulff, i propicià una recuperació en les enquestes. El 7 de novembre de 1998 fou elegit com un dels vicepresidents de la CDU a nivell federal.

### Ministre-president de la Baixa Saxònia (2003-2010)
El govern regional de Gabriel va dur a terme una política d'austeritat, especialment realitzà retallades en l'educació i serveis municipals; Wulff, que s'oposà a aquestes retallades, i això li donà un gran augment de popularitat que finalment el convertí en el prinicipal favorit a guanyar les eleccions regionals del 2 de febrer de 2003. Durant la campanya Wulff va treballar sobretot en els temes de l'educació i la seguretat ciutadana, ja que eren els temes que patien la retallada pel govern.
Finalment la CDU va treure un resultat espectacular a diferència dels passats comicis assolint un 48,3% i 91 diputats de 183 (a 1 de la majoria absoluta). Finalment arribà a un arcord amb el Partit Democràtic Lliure (FDP) per governar, i així formar un executiu de centredreta. El 4 de març de 2003 prengué possessió del càrrec.
Com a ministre-president engegà reformes com la reestructuració del sistema de l'educació primària i augmentà el nombre d'agents de policia als carrers. Tot i això, quan prengué possessió del càrrec va haver de fer front als grans deutes que tenia el land, per això tampoc va poder evitar retallades en pressupostos, com per exemple en fons per a universitats i ajudes a les persones cegues. El seu govern també realitzà una reforma de l'administració pública. Els problemes de les retallades de pressupostos varen continuar a ser controvertides.
Wulff tenia bona popularitat, també a nivell federal, és per això que es parla d'ell com a possible candidat per a les eleccions federals de 2005. Finalment, el desembre de 2004 fou reelegit com a vicepresident del partit federal, això aixecà molts rumors i especulacions sobre el seu futur polític, sobretot després de l'elecció d'Angela Merkel. Wulff intentà prendre protagonisme tant a nivell regional com federal, ja que molt sovint apareixia a la televisió o als diaris, sempre apostant per àmplies reformes des de la llengua alemanya fins a la constitució (Grundgesetz).
És considerat de l'ala més conservadora de la CDU: criticà públicament els acords arribats entre la CDU i l'SPD (socialdemòcrates) per tal de reformar la constitució; advocà per un perllongament del tancament de les centrals nuclears; es posicionà contrari a l'eutanàsia segons ell, per valors morals. En algunes ocasions Wulff es mostrà crític amb la cancellera Angela Merkel|Merkel, com per exemple li va retreure una manca d'il·lusió en les eleccions federals de 2005.
Wulff es tornà a presentar a les eleccions regionals del 27 de gener de 2008, tot i que patí una petita relliscada (42,5% i 68 diputats de 152) va reconduir la coalició amb els liberals de l'FDP. Quan deixà el càrrec per a esdevenir president, el 30 de juny de 2010, David McAllister el va succeir com a ministre-president i com de president de la CDU de la Baixa Saxònia.

### President d'Alemanya (2010-2012)

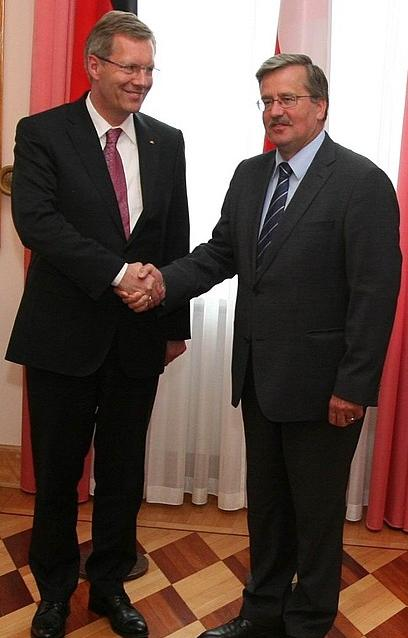
Wulff (esq.) amb el President de Polònia Bronisław Komorowski

El 31 de maig de 2010 el president Horst Köhler (CDU) dimití. Les converses i els rumors per la nominació dels nous candidats presidencials va augmentar. L'oposició va proposar a Merkel de nomenar l'independent Joachim Gauck entre tots, però aquesta va rebutjar l'oferta. El 3 de juny de 2010, l'SPD i els Verds van nomenar Gauck com a candidat, i el mateix dia al vespre la CDU, la CSU i l'FDP el varen nomenar ell.
Finalment, el 30 de juny de 2010 va ser elegit com a president d'Alemanya per l'Assemblea federal en tercera votació amb un resultat de 625 vots a favor sobre 1242 de totals.
El 2 de juliol pronuncià el seu primer discurs davant del Bundestag i del Bundesrat després de prendre possessió del càrrec.
Des del mig de desembre de 2011, Wulff va ser el subjecte d'una sèrie de reprotxos de massa proximitat amb homes d'afers. Durant la seva presidència de Baixa Saxònia hauria acceptat regals i vantatges (vacances gratuïtes, un préstec de 500 000 euros a condicions massa amicals...) en bescanvi d'una actitud positiva del seu govern a certs projectes empresarials. Els vantatges obtinguts eren menors, però la seva comunicació dolent. També hauria amenaçat verbalment el redactor en cap del diari a sensació Bild al qual havia demanat de no publicar la informació. Quan el 16 de febrer de 2012 el fiscal de Baixa Saxònia va demanar al parlament federal de suspendre la seva immunitat per tal de poder investigar, l'endamà va dimitir. Així va esdevenir el president alemany que va exercir el mandat més curt després de la Segona Guerra Mundial.

### Família
Wulff va casar-se el 1988 amb l'advocada Christiane Wulff (*1959), es coneixien després d'estudiar plegats dret a Osnabrück. Van tenir una filla, Annalena (*1993). El juny de 2006, Wulff anuncià públicament el seu divorci. Finalment el 21 de març de 2008 es casà amb Bettina Körner (*1973), amb qui tingué un fill, Linus, que va néixer el 12 de maig de 2008.